# Chlamydomonas nivalis
Espèce
Chlamydomonas nivalis est une espèce d’algues vertes unicellulaire du genre Chlamydomonas qui appartient au groupe des algues des neiges. 

## Étymologie
Nivalis est un mot latin qui signifie « neige ». L’algue porte parfois également le nom de « sang des glaciers », en référence à un pigment rouge de type caroténoïde (astaxanthine) qu'elle contiendrait et qui donnerait à la neige une coloration rouge à rose (« sang des glaciers »). En réalité, cette description depuis 1903 est erronée, cette coloration étant principalement due à la pullulation d'une algue microscopique appelée Sanguina nivaloides,.

## Description
Sa pigmentation la protège des rayons ultraviolets et absorbe de la chaleur ce qui crée une pellicule liquide autour d’elle à l’intérieur de la glace. Les spores de l’algue, qui mesurent 20 à 30 micromètres, peuvent se retrouver jusqu’à 25 centimètres de profondeur. Une cuillère à café de neige fondue contenant des algues contient près d’un million d’algues. Les algues, par leur absorption de la chaleur, favorisent également la fonte des glaciers ou de la banquise.

## Écologie
Durant l’hiver, lorsque la nouvelle neige les recouvre, les algues sont présentes sous forme de spores résistantes. Au printemps, l’accroissement de la lumière et l’apparition d’eau liquide stimulent leur germination. Une fois germées, les algues sont munies de flagelles qui leur permettent de se déplacer (0,3 cm/min en milieu liquide à 0 °C) vers la surface. Les algues peuvent donc se déplacer activement dans de l’eau immobile mais également passivement par le vent ou par le ruissellement naturel de l’eau.  C’est en surface qu’elles se reproduisent et forment de nouvelles spores.
De nombreuses espèces se nourrissent de  C. nivalis comme des ciliés, rotifères, vers ronds et des collemboles.

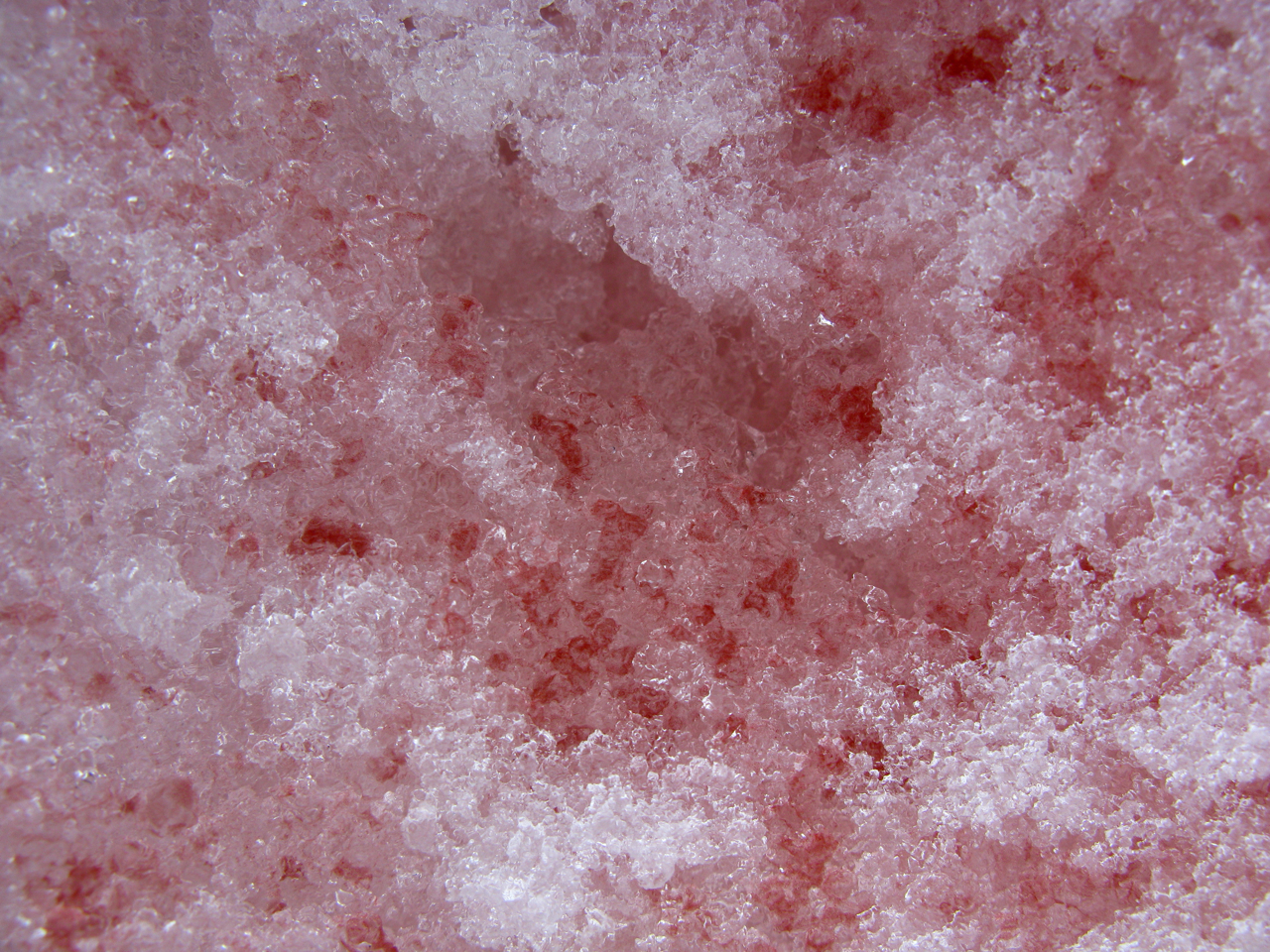
Détail d'algue des neiges rouge.
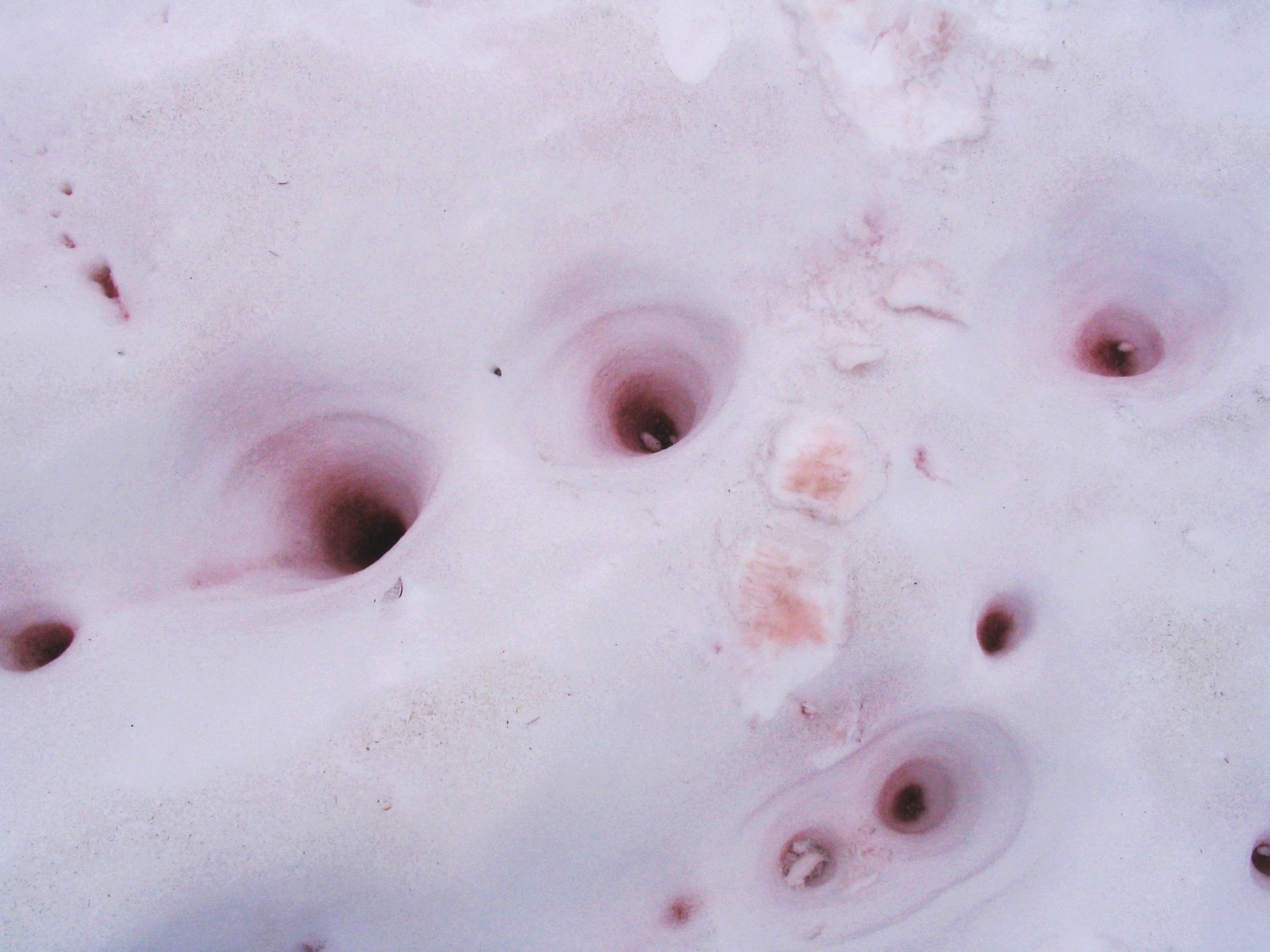
Algue des neiges.
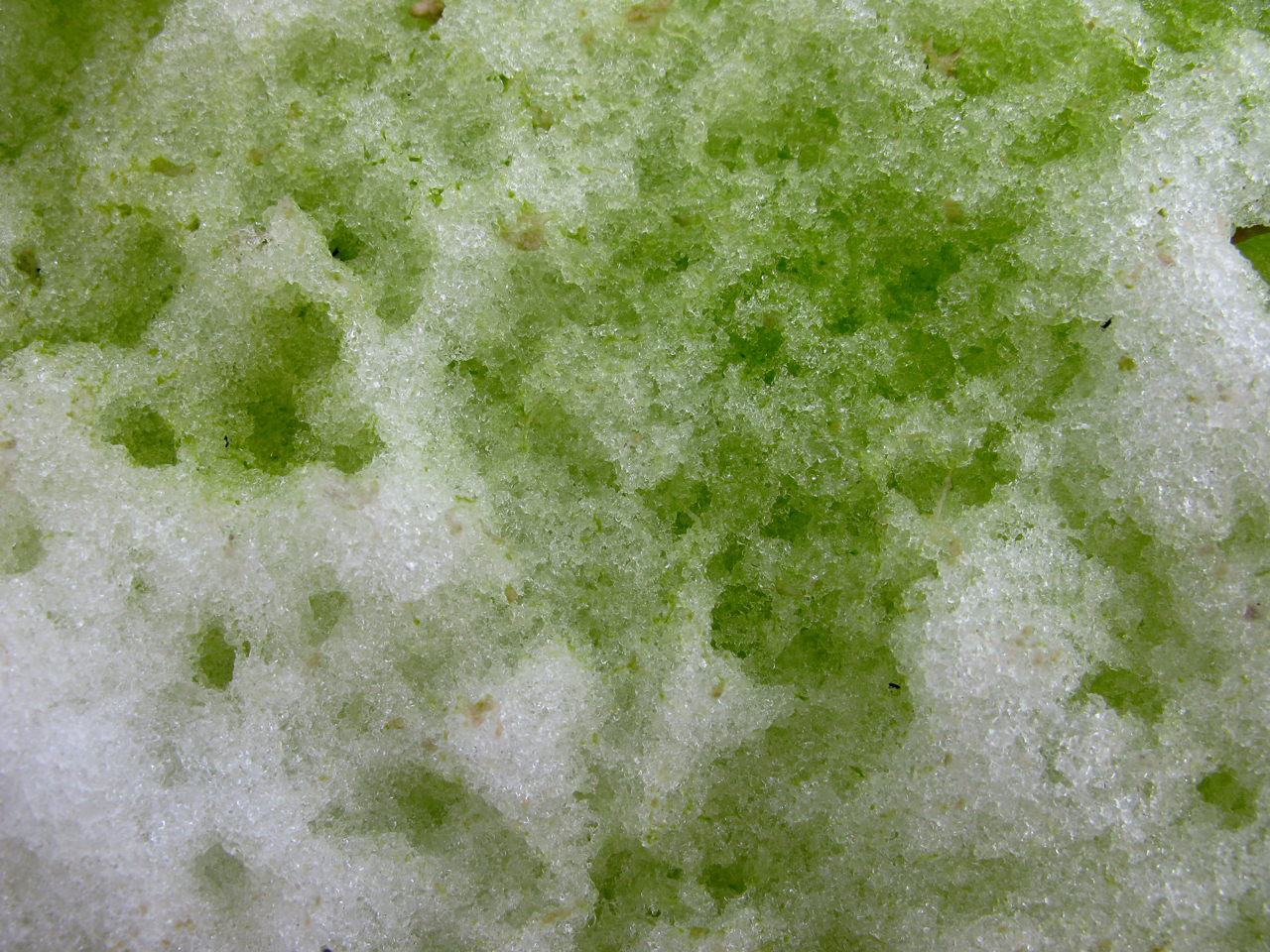
Détail d'algue des neiges vert.

## Distribution et habitat
Chlamydomonas nivalis est présente partout sur la planète dans les régions au climat alpin ou polaire où la glace persiste tout au long de l’année comme dans les montagnes de la Sierra Nevada en Californie à des altitudes comprises entre 3 000 et 3 600 mètres, en Europe dans les Alpes, ou bien également en péninsule Antarctique. Contrairement à la majorité des autres algues, elle apprécie le froid (psychrophile) et a la faculté de survivre dans les milieux aqueux gelés.

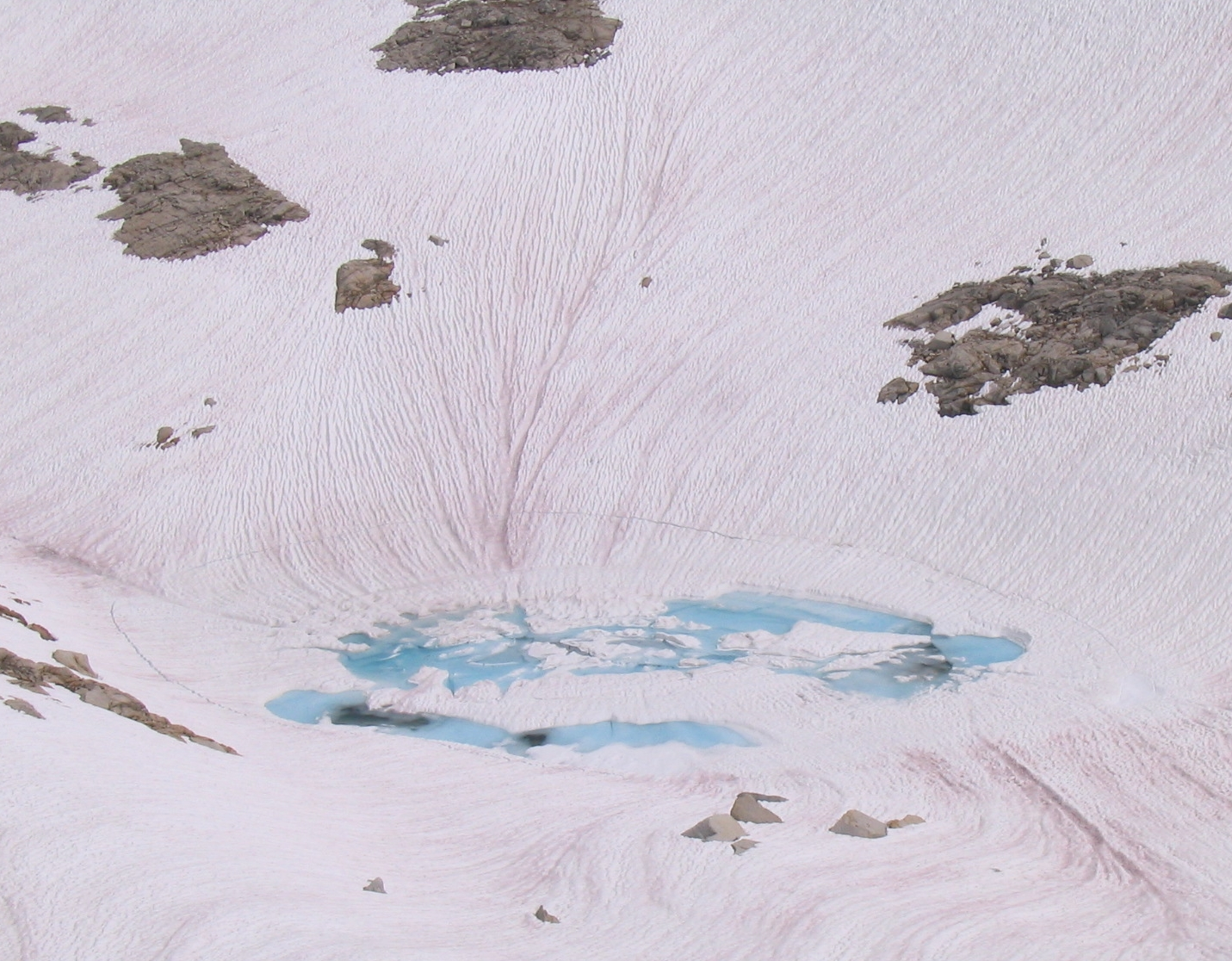
Algue des neiges (coloration rosée) en montagne.
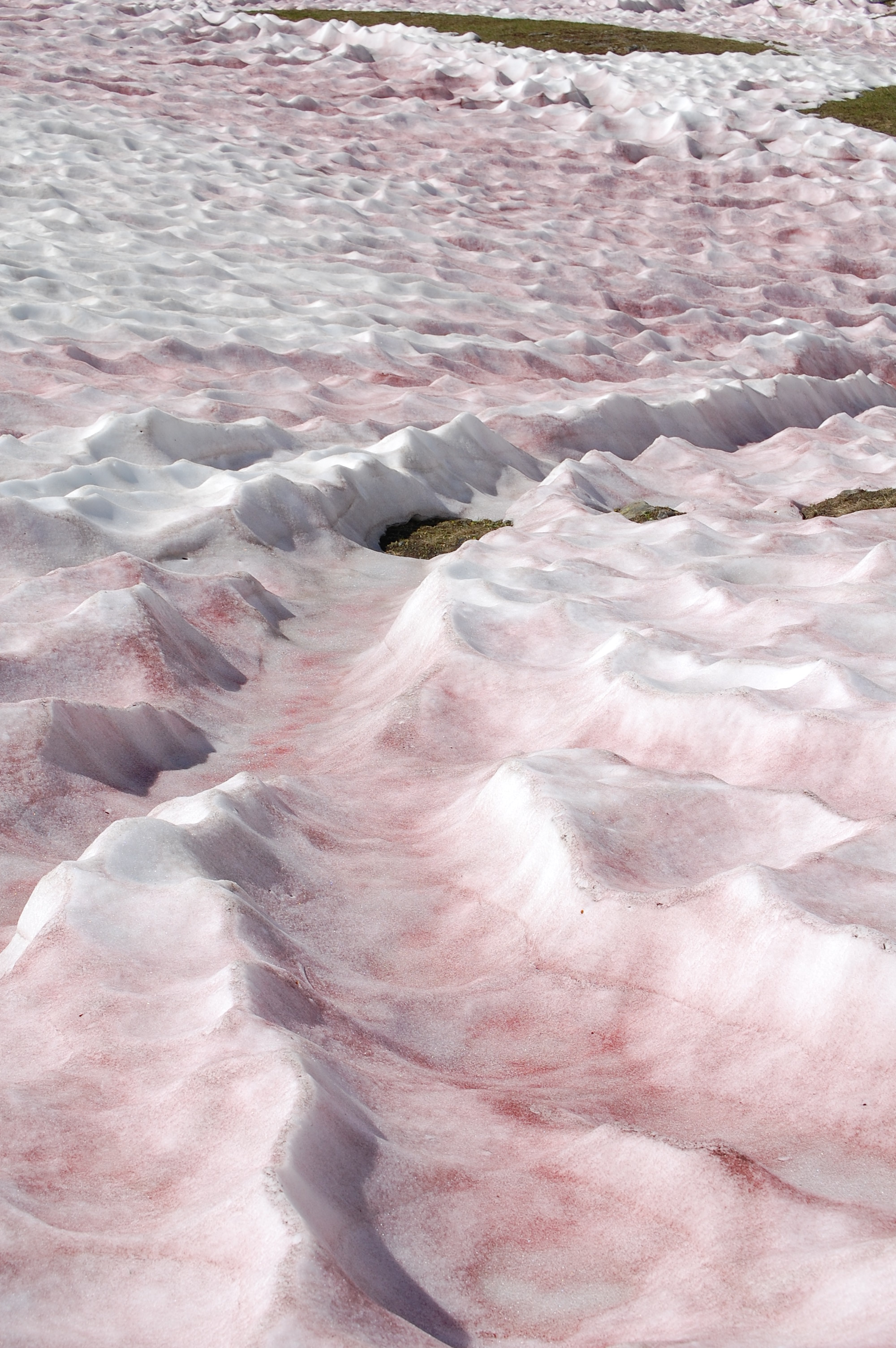
Algue des neiges (coloration rouge) en montagne (Vallée d'Aoste).

## Histoire
Les premières mentions de l’algue remontent à Aristote. On pensa d’abord qu’il s’agissait d’un dépôt minéral dans la neige provenant par exemple de phénomènes d’oxydation.
En mai 1818, quatre navires britanniques quittent la Grande-Bretagne pour découvrir le passage du Nord-Ouest. L’expédition longe alors les côtes arctiques de l’Amérique du Nord mais doit rebrousser chemin à cause du temps exécrable.  Le capitaine John Ross aperçoit des traces rouges sur des falaises de glace dans la région du cap York au nord-ouest du Groenland. Une petite équipe se rend sur place pour ramener des échantillons au pays. Le journal The Times rédige un article sur cette découverte le 4 décembre 1818.
Lorsque Ross publie l’historique de son voyage en 1818, ce dernier contient un appendice du botaniste Robert Brown qui attribue la coloration à une algue.